# Србац Село
Србац Село је насељено мјесто у општини Србац, Република Српска, БиХ. Према попису становништва из 1991. у насељу је живјело 824 становника.

## Географија
Налази се надомак истоименог града Српца. Има стотинак домаћинстава, а Срби чине већину становништва. Село се налази између обронака планине Мотајице и долине реке Саве.

## Становништво
| Националност       | 1991. | 1981. | 1971. | 1961. |
| Срби               | 750   | 589   | 559   | 665   |
| Југословени        | 42    | 39    |       |       |
| Хрвати             | 10    | 1     | 6     |       |
| Муслимани          | 7     |       |       |       |
| Црногорци          |       | 5     |       |       |
| Мађари             |       | 1     | 1     |       |
| остали и непознато | 15    | 19    | 3     | 5     |
| Укупно             | 824   | 654   | 569   | 670   |

| Демографија | Демографија | Демографија |
| Година      | Становника  | Становника  |
| ----------- | ----------- | ----------- |
| 1948.       | 486         |             |
| 1953.       | 840         |             |
| 1961.       | 670         |             |
| 1971.       | 569         |             |
| 1981.       | 654         |             |
| 1991.       | 812         |             |
| 1993.       | 709         |             |